# Butzenscheibe

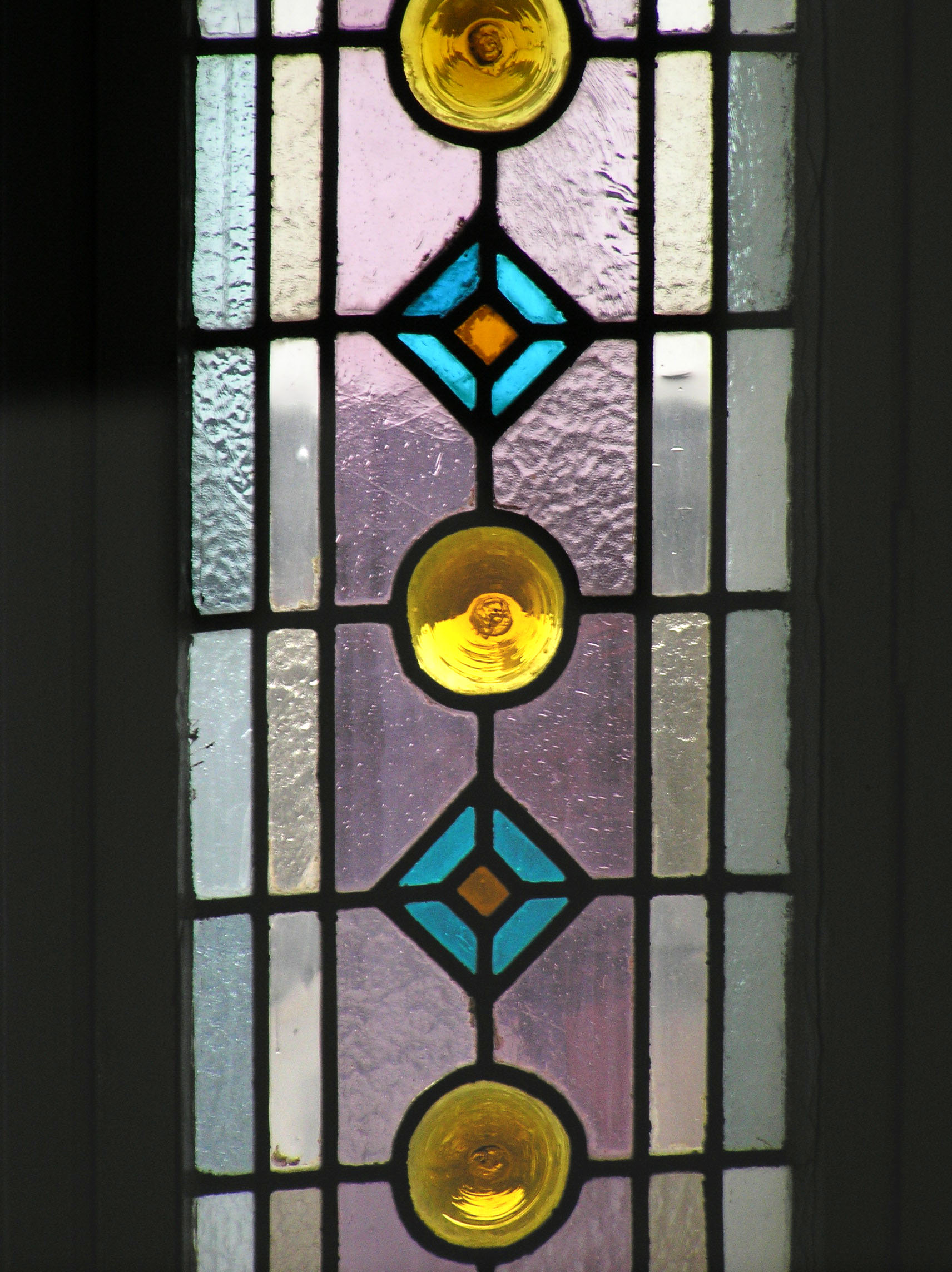
Butzenglas im Kirchenfenster

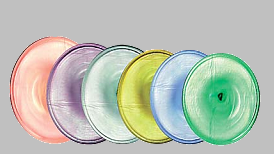
Butzenscheiben in verschiedenen Farben

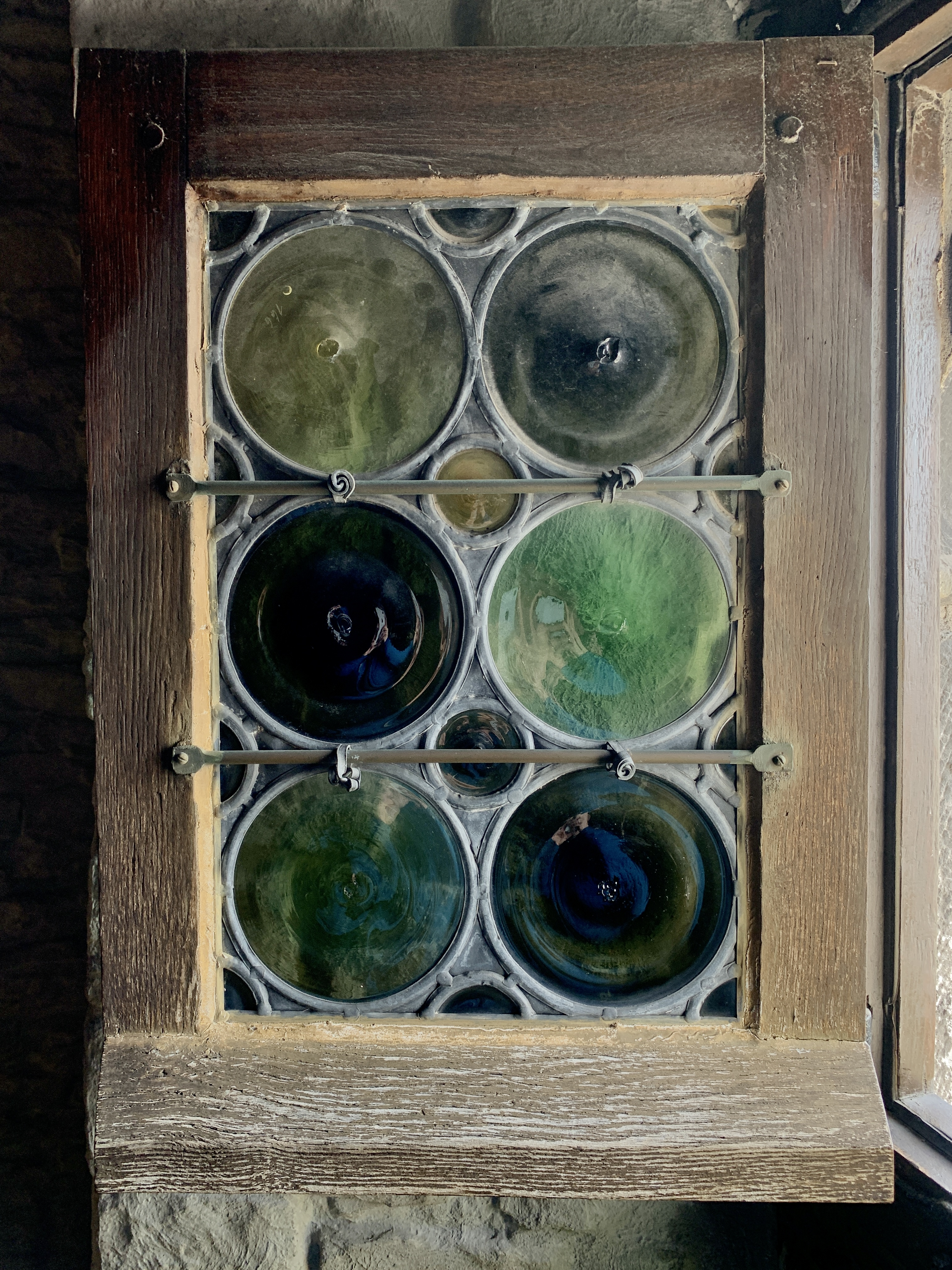
Butzenscheibenfenster (Außenseite) im Gravensteen in Gent

Eine Butzenscheibe, Batzenscheibe, Nabelscheibe, fälschlicherweise als Ochsenauge oder scherzhaft auch Flaschenboden bezeichnet, ist eine runde Glasscheibe von 7–15 cm Durchmesser. Sie hat produktionsbedingt in der Mitte eine Erhöhung, den Butzen oder
Nabel.

## Beschaffenheit und Verwendung
Eine Butzenscheibe besteht meist aus grünem Waldglas. Mit modernen Glasfärbungsmethoden kann heute eine große farbliche Bandbreite erzeugt werden. Sie besitzt die bereits erwähnte beidseitige Erhöhung in der Mitte und hat erhöhte Ränder. Zur Verglasung von Fenstern taucht sie erstmals im 14. Jahrhundert auf. Mittels Bleifassung wurden die Butzenscheiben im 15. und 16. Jahrhundert zu ganzen Fenstern zusammengesetzt. Sie wurden teilweise auch datiert und bemalt. Während man im 18. Jahrhundert die Butzenscheiben beim Neubau fast gänzlich ablehnte, tauchten sie im Zuge der Romantik im 19. Jahrhundert wieder verstärkt auf, teilweise dann aber aus gepresstem verschiedenfarbigen Reliefglas hergestellt. Zur Reparatur im Rahmen der Denkmalpflege wird heute speziell hergestelltes Antikglas, nicht zu verwechseln mit antikem Glas, verwendet.
Rechteckige gebogene Scheiben, sogenannte Wölbscheiben oder bombierte Scheiben, z. B. in Haustüren, werden heute fälschlich manchmal auch als Butzenverglasung bezeichnet.

## Erfindung und Herstellung
Butzenscheiben waren im Mundblasverfahren hergestellte, runde Glasscheiben von bis zu 15 cm Durchmesser. Butzenscheiben fielen aber auch als Mittelstück bei der Herstellung von Mondglasscheiben an. Mondglasscheiben wurden nach dem gleichen Verfahren hergestellt, jedoch mit einem größeren Durchmesser. Im Vergleich zum Mondglas, das dünn und relativ durchsichtig ist, hat die Butzenscheibe mit ihrem dickeren Glas und dem nabelartigen Abriss ein gröberes Aussehen. Butzen galten daher früher als minderwertiges Glas für weniger repräsentative Anwendungen.
| 2000 ― 1900 ― 1800 ― 1700 ― 1600 ― 1500 ― 1400 ― 1300 ― 1200 ― 1100 ― 1000 ― 900 ― 800 ― 700 ― 600 ― 500 ― 400 ― 300 ― 200 ― 100 ― | \| \| Floatglas \| \| \| Flachglas, gezogen \| \| \| Zylinderglas \| \| \| Tellerscheiben \| \| \| Butzenscheiben \| \| \| \| \| \| Flachglas Dünn-/Planschliff \| \| \| \| \| \| dünngeschliffener Marmor, oder Alabaster \| \| \| \| \| \| Pergamente, geölte Leinwände \| |
| | Floatglas |
| | Flachglas, gezogen |
| | Zylinderglas |
| | Tellerscheiben |
| | Butzenscheiben |
| | |
| | Flachglas Dünn-/Planschliff |
| | |
| | dünngeschliffener Marmor, oder Alabaster |
| | |
| | Pergamente, geölte Leinwände |

Zeittafel: Entwicklung der Fensterscheibe

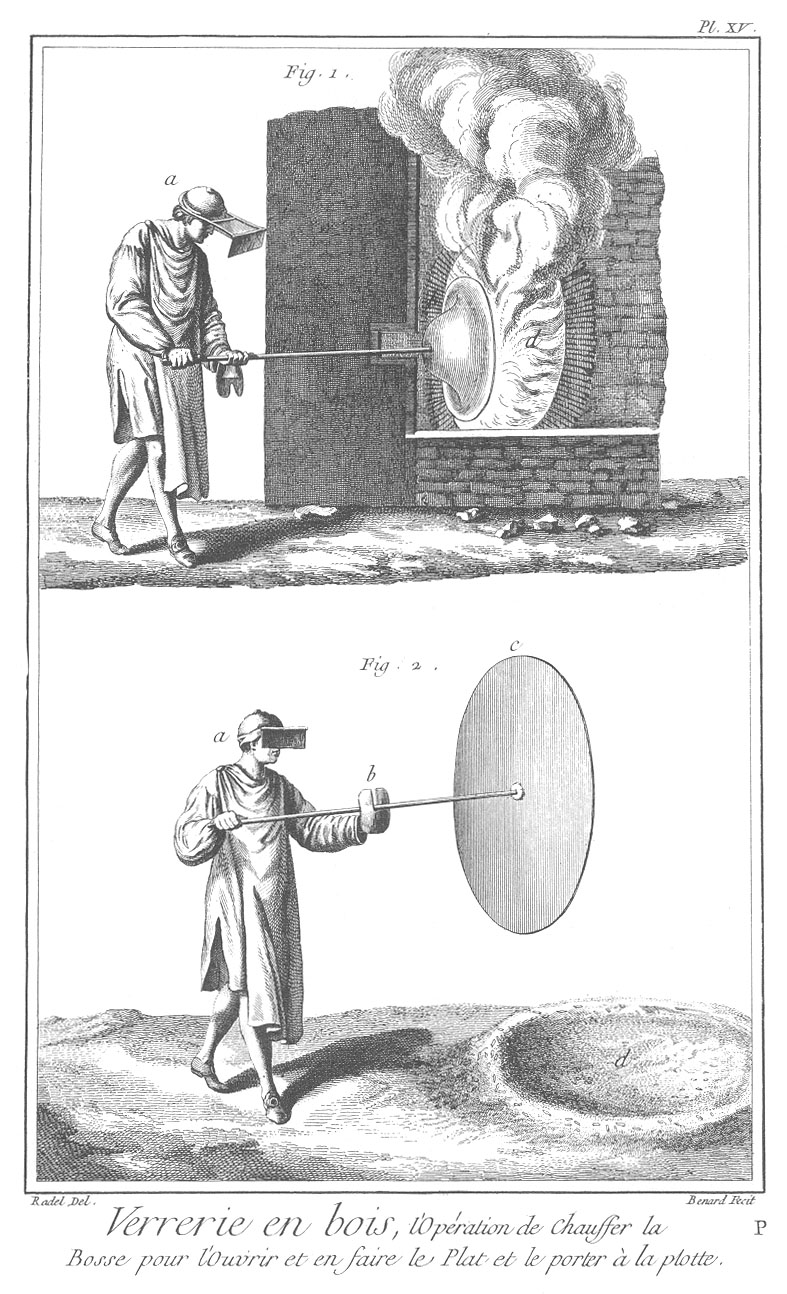
Manuelles Schleudern einer Glasscheibe im Mondglasverfahren
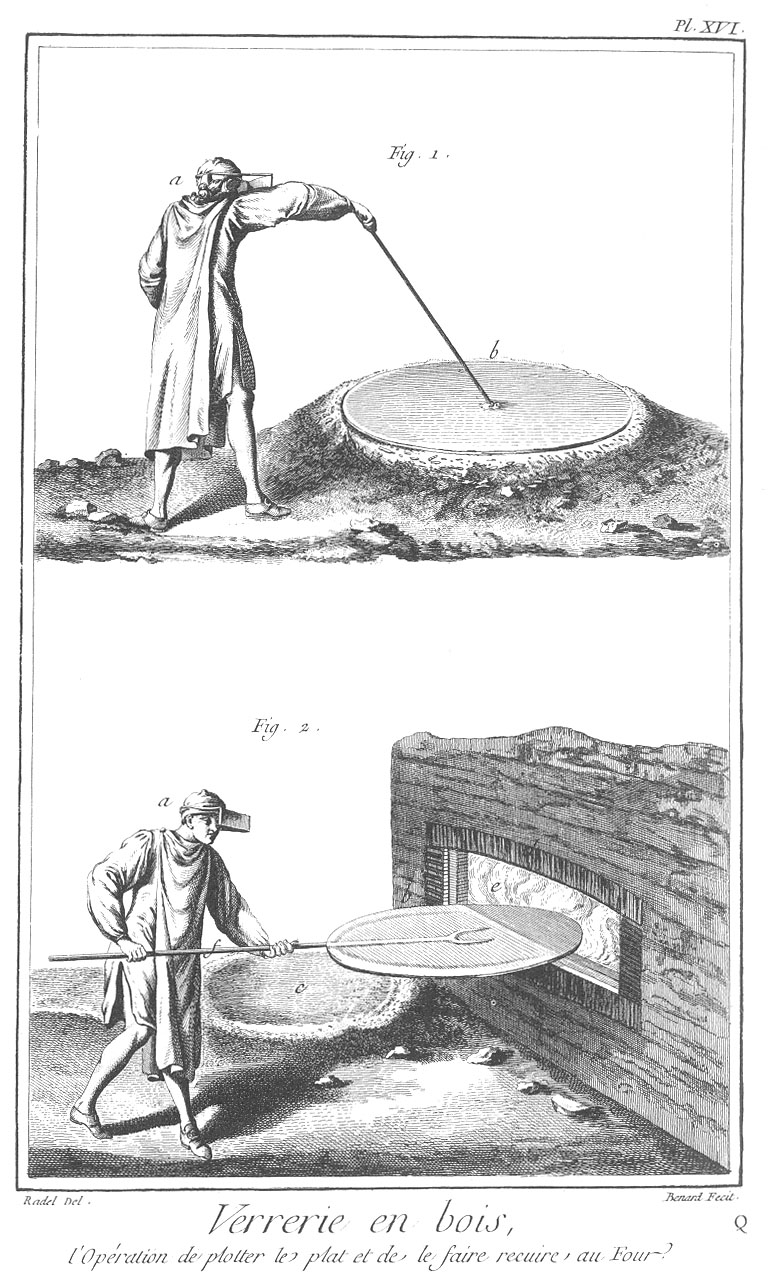
Der äußere Rand wurde zerteilt, zum Beispiel für Kirchenfenster. Das Mittelstück ist die Butze.
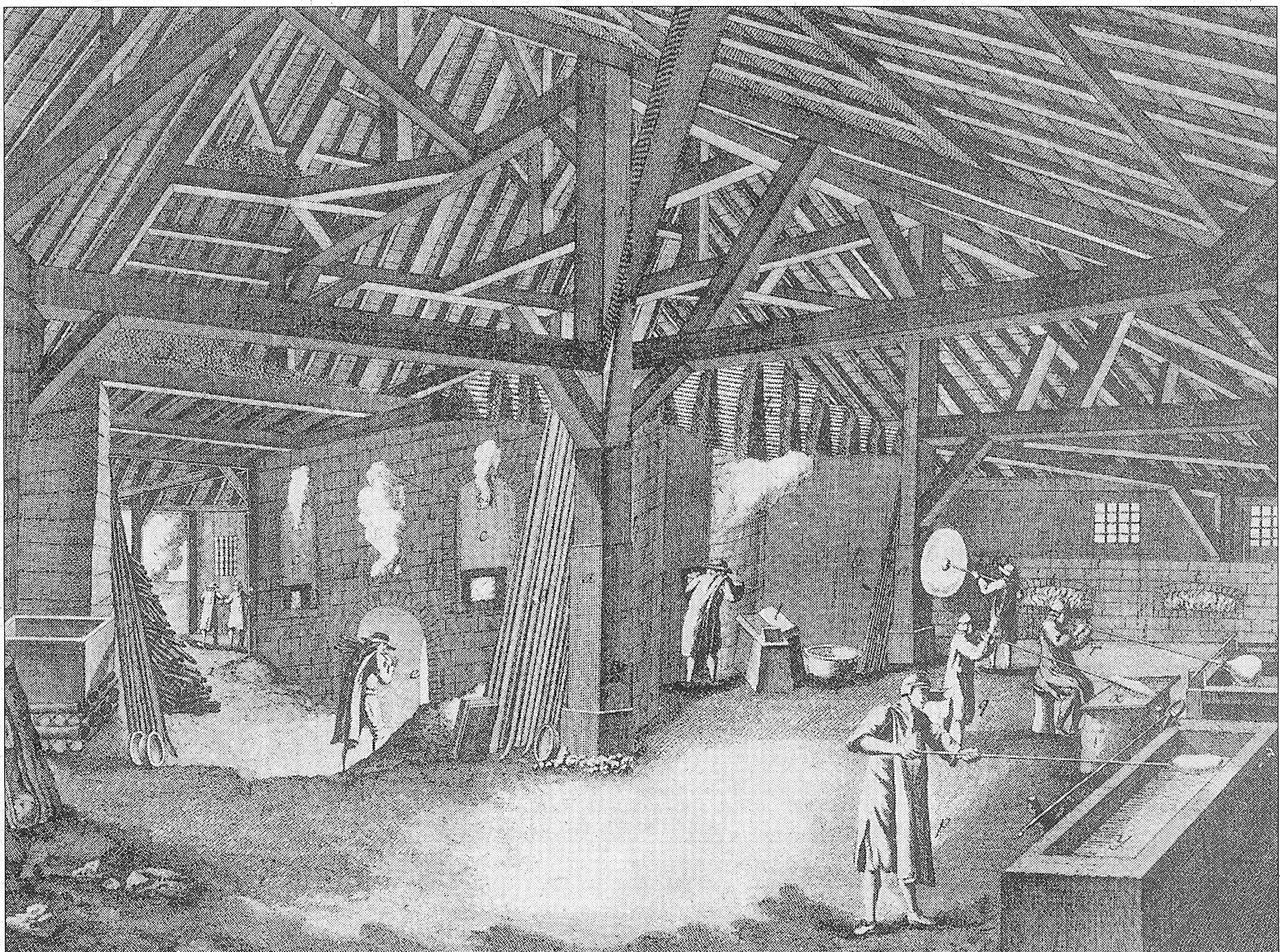
Die Glashütte Weibersbrunn, ein 1706 gegründeter Betrieb der Kurmainzischen Spiegelmanufaktur, berühmt für ihre Mondglasproduktion

Die angebliche Erfindung der Butzenscheibe durch den Franzosen Philipp de Cacqueray im Jahr 1330 wurde als Fälschung entlarvt. Mit dieser Methode hergestelltes Glas wurde bereits am Ende des 13. Jahrhunderts in Rouen verwendet.
Als Butzenscheiben im 19. Jahrhundert (nicht zuletzt z. B. in Großbritannien aufgrund der Einführung einer Glassteuer, von der die Butzenscheiben ausgenommen waren und die somit gerne für die rückwärtigen Fenster des Hauses verwendet wurden) wieder beliebt wurden, sprachen kritische Zeitgenossen oftmals verächtlich von der Butzenscheibenromantik. Auch die Bezeichnung Butzenscheibenlyrik, die erstmals 1884 von Paul Heyse gebraucht wurde, sollte jene Dichter abwertend treffen, die begannen, altertümelnde Verserzählungen zu verfassen, so etwa Rudolf Baumbach (Zlatorog) und Julius Wolff (Der wilde Jäger; Der Rattenfänger von Hameln).

## Weblinks

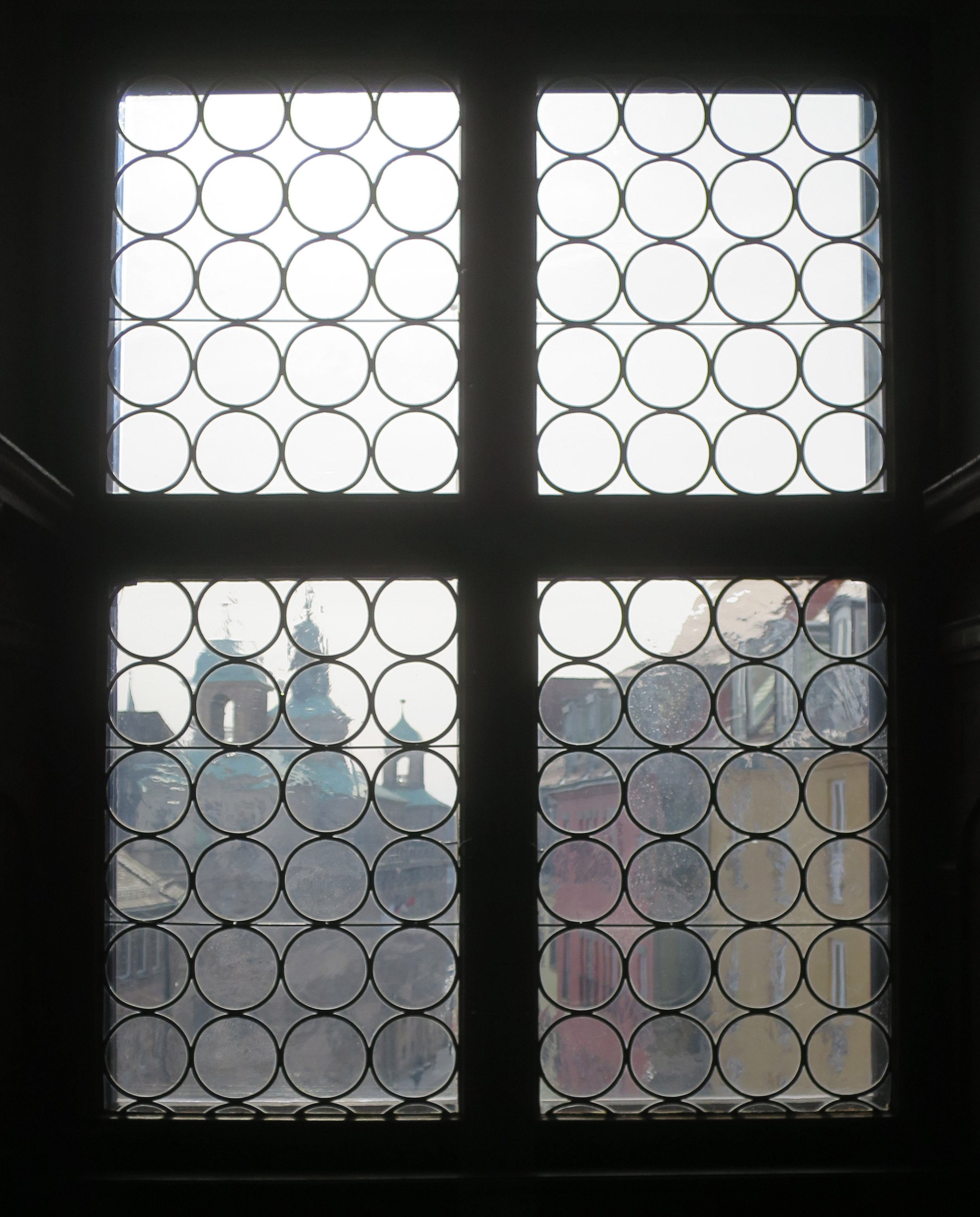
Blick aus dem Fembohaus (Stadtmuseum) auf das Nürnberger Rathaus